# Штиллер, Вернер
Ве́рнер Шти́ллер (нем. Werner Stiller; 24 августа 1947, Вессмар, Саксония-Анхальт — 20 декабря 2016, Будапешт) — немецкий разведчик-перебежчик. Старший лейтенант госбезопасности, сотрудник Главного управления разведки МГБ ГДР, агент Федеральной разведывательной службы Германии. В 1979 году бежал на Запад с секретной документацией контрразведки ГДР.

## Биография
С 1966 года Штиллер изучал физику в Лейпцигском университете. В 1970 году согласился на внештатное сотрудничество с Министерством государственной безопасности ГДР. С 1972 года являлся штатным сотрудником МГБ ГДР и работал в 13-м отделе Главного управления разведки МГБ ГДР, занимался разведывательной деятельностью в области ядерной физики в ФРГ.
Спустя шесть лет установил контакт с Федеральной разведывательной службой ФРГ. Опасаясь скорого разоблачения, 19 января 1979 года Штиллер совершил побег из ГДР в Западный Берлин через служебный проход на вокзале Фридрихштрассе с подложным командировочным удостоверением. Семья Штиллера осталась в ГДР, его супруга подозревалась в соучастии в побеге. Мотивом для побега Штиллера также стали его планы начать новую жизнь с любовницей Уши Мишновски, которая бежала через посольство ФРГ в Варшаве.
После побега Штиллера было разоблачено и арестовано большое количество агентов ГДР в Западной Германии, Франции, Австрии и США. Среди них были Альфред Бар, Герхард Арнольд, Рольф Доббертин, Райнер Фюлле, Карл-Хайнц Глокке, Карл Хауффе, Франсуа Лашеналь, Армин Рауфайзен и Гюнтер Зенгер. Более чем четырём десяткам действительных и предполагаемых агентов удалось бежать в ГДР и избежать уголовного преследования, в том числе Фридриху Томбергу. Безосновательные обвинения в шпионаже получили Рольф Крайбих и Рольф Розенброк.
Во время допросов в Федеральной разведывательной службе Штиллер сыграл решающую роль в опознании по фотографии начальника Главного управления разведки МГБ ГДР Маркуса Вольфа, до этого времени считавшегося «человеком без лица». Фотография Вольфа была вскоре опубликована на обложке журнала Spiegel. В своим мемуарах «Агент. Моя жизнь в трёх разведках» В. Штиллер пришёл к выводу (на стр. 96), что М. Вольф, будучи евреем, работал на разведку Израиля и, используя личные связи с лидером ООП Ясиром Арафатом, смог получить сведения, благодаря которым «в начале так называемой Шестидневной войны 5 июня 1967 года авиация Израиля нанесла всесокрушающий превентивный удар по египетским ВВС».
В 1981 году Штиллер начал новую жизнь под именем Клауса-Петера Фишера, уроженца Будапешта. При поддержке ЦРУ Штиллер получил экономическое образование и в 1983—1990 годах работал в инвестиционном банке Goldman Sachs в Нью-Йорке и Лондоне. До объединения Германии хорошо оснащённая розыскная группа МГБ ГДР пыталась выследить Штиллера на Западе с целью вывезти его в ГДР или убить. Штиллер был обнаружен в начале 1990-х годов репортёрами журнала Spiegel. В то время Штиллер работал биржевым маклером в американской компании Lehman Brothers на Франкфуртской бирже. В конце 1990-х годов Вернер Штиллер переехал в столицу Венгрии.
В 1986 году Штиллер опубликовал свои мемуары «В центре шпионажа», а в 2010 году — «Агент. Моя жизнь в трёх разведках». Николь Глокке, дочь одного из агентов Штиллера, и дочь Штиллера Эдина в 2006 году опубликовали книгу о последствиях побега Штиллера в Западную Германию.

## Сочинения
- Werner Stiller: Im Zentrum der Spionage. v. Hase & Köhler, Mainz 1986, ISBN 3-7758-1141-9 (Englisch Beyond the Wall, Brassey’s, Washington 1992, ISBN 0-02-881007-4).
- Werner Stiller: Der Agent. Mein Leben in drei Geheimdiensten. Ch. Links Verlag, Berlin 2010, ISBN 978-3-86153-592-8.